# Искыр (город)
Искыр (болг. Искър) — город в Болгарии. Находится в Плевенской области, входит в общину Искыр. Население составляет 3279 человек (2022).

## Политическая ситуация
В местном кметстве Искыр, в состав которого входит Искыр, должность кмета (старосты) исполняет Стефан Великов Тодоров (независимый) по результатам выборов.
Кмет (мэр) общины Искыр — Валентин Василев Йорданов (коалиция в составе 2 партий: Политическое движение социал-демократов (ПДСД), ВМРО — Болгарское национальное движение) по результатам выборов.